# حسن ملک‌محمدی
حسن ملک‌محمدی (زادهٔ ۱۳۴۰ در دامغان) نمایندهٔ حوزهٔ انتخابیهٔ دامغان در دورهٔ هشتم مجلس شورای اسلامی بوده‌است.
وی هم‌اکنون به عنوان معاون امور مجلس آستان قدس رضوی مشغول خدمت است. او دارای چهار فرزند دختر میباشد و خود نیز داماد آیت الله خزعلی میباشد